# 菊澤研宗
菊澤 研宗（きくざわ けんしゅう、1957年6月20日 - ）は、日本の経営学者。慶應義塾大学名誉教授。城西大学経営学部特任教授。専門は、新制度派経済学、ダイナミック・ケイパビリティ論、経営哲学、コーポレート・ガバナンスなど。石川県羽咋市出身。

## 経歴
- 1976年　石川県立羽咋高等学校卒業[2]
- 1981年　慶應義塾大学商学部卒業
- 1983年　同大学院商学研究科修士課程修了
- 1986年　同大学院商学研究科博士課程単位取得退学
- 1988年　防衛大学校講師
- 1991年　防衛大学校助教授
- 1992年　ニューヨーク大学スターン・スクール・オブ・ビジネス客員研究員（1年間）
- 1998年　慶應義塾大学より博士（商学）の学位を取得
- 1999年　防衛大学校教授
- 2002年　中央大学専門職大学院国際会計研究科教授
- 2006年　慶應義塾大学商学部・大学院商学研究科教授
- 2012年　カリフォルニア大学バークレー校ハース・ビジネススクール客員研究員（2年間）
- 2023年　定年退職、慶應義塾大学名誉教授、城西大学経営学部特任教授

## 著書

### 単著
- 『市場と財務の相互作用論――一般均衡理論とドイツ経営経済学』（千倉書房, 1992）
- 『日米独組織の経済分析――新制度派比較制度論』（文眞堂, 1998）
- 『組織の不条理――なぜ企業は日本陸軍の轍を踏みつづけるのか』（ダイヤモンド社, 2000）
  - 『組織の不条理―日本軍の失敗に学ぶ』中公文庫, 2016
- 『比較コーポレート・ガバナンス論――組織の経済学アプローチ』(有斐閣, 2004)
- 『業界分析　組織の経済学――新制度派経済学の応用』（中央経済社, 2006）
- 『組織の経済学入門――新制度派経済学アプローチ』（有斐閣, 2006、改訂版2016）
- 『「命令違反」が組織を伸ばす』（光文社新書, 2007）
  - 『命令の不条理―逆らう部下が組織を伸ばす』中公文庫, 2022
- 『なぜ上司とは、かくも理不尽なものなのか』（扶桑社新書, 2007）
- 『戦略学――立体的戦略の原理』（ダイヤモンド社, 2008）
- 『組織は合理的に失敗する――日本陸軍に学ぶ不条理のメカニズム』（日経ビジネス文庫，2009）
- 『戦略の不条理――なぜ合理的な行動は失敗するのか』（光文社新書，2014）
  - 『戦略の不条理』中公文庫, 2022
- 『なぜ改革は合理的に失敗するのか――改革の不条理』（朝日新聞出版，2011)
  - 『改革の不条理　日本の組織ではなぜ改悪がはびこるのか』朝日文庫, 2018
- 『ビジネススクールでは教えてくれないドラッカー』（祥伝社新書，2015）
- 『成功する日本企業には「共通の本質」がある　ダイナミック・ケイパビリティの経営学』（朝日新聞出版, 2019）
- 『指導者（リーダー）の不条理』（PHP新書, 2022）

### 編著
- 『組織の経済学―業界分析　新制度派経済学の応用』中央経済社, 2006
- 『企業の不条理―「合理的失敗」はなぜ起こるのか』中央経済社，2010
- 『ダイナミック・ケイパビリティの戦略経営論』中央経済社，2018

## 受賞
- 第1回経営学史学会賞　2004年